# De kinderen van Ruinerwold
De kinderen van Ruinerwold is een Nederlandse documentaireserie van BNNVARA. De serie vertelt het verhaal van de vier oudste kinderen van het gezin dat in oktober 2019 wereldnieuws werd na ontdekt te zijn in een boerderij in Ruinerwold. De documentaire is gemaakt door Jessica Villerius met haar productiebedrijf Posh Productions. De eerste aflevering werd uitgezonden op 24 maart 2021, de laatste op 14 april 2021. Op 15 april verscheen er online een vijfde aflevering op NPO Plus. 

## Inhoud
In de documentaire vertellen Shin, Mar Jan, Edino en Israel van Dorsten hun verhaal. Hun familie, bestaande uit negen (inmiddels volwassen) kinderen, werd wereldnieuws toen ontdekt werd dat ze jarenlang in het geheim leefden. De jongste zes kinderen waren niet geregistreerd en nooit naar school geweest. De drie oudsten, Shin, Mar Jan en Edino, waren wel geregistreerd en jaren geleden weggelopen. Ze moesten het bestaan van hun jongere broers en zussen voor iedereen geheimhouden.

## Gouden Televizier-Ring
De documentaire won in oktober 2021 de Gouden Televizier-Ring met 54% van alle stemmen. Het was de eerste keer dat een documentaire deze prijs won.

## Wij waren, ik ben
Israel van Dorsten beschreef in 2022 zijn leven in het boek Wij waren, ik ben. Weg uit Ruinerwold.